# ジャン1世 (ドルー伯)
ジャン1世（フランス語：Jean I, 1215年 - 1249年）は、ドルー伯およびブレーヌ伯（在位：1234年 - 1249年）。ドルー伯ロベール3世とアエノール・ド・サン＝ヴァレリの息子。

## 生涯
ジャン1世はフランス王ルイ9世により騎士とされ、ルイ9世の遠征に同行し、最初は1242年にポワトゥーでタイユブールの戦いに参加した。1249年、ジャン1世はエジプトの第7回十字軍にルイ9世とともに参加したが、到着前にキプロス王国のニコシアで死去した。
1240年にアルシャンボー8世・ド・ブルボンの娘マリー（1220年 - 1274年）と結婚し、3子が生まれた。
- ロベール4世（1241年 - 1282年） - ドルー伯[1]
- ジャン - テンプル騎士団騎士[3]
- ヨランド - ダンマルタン伯ジャン1世の2番目の妃となる[3]